# Đài thiên văn

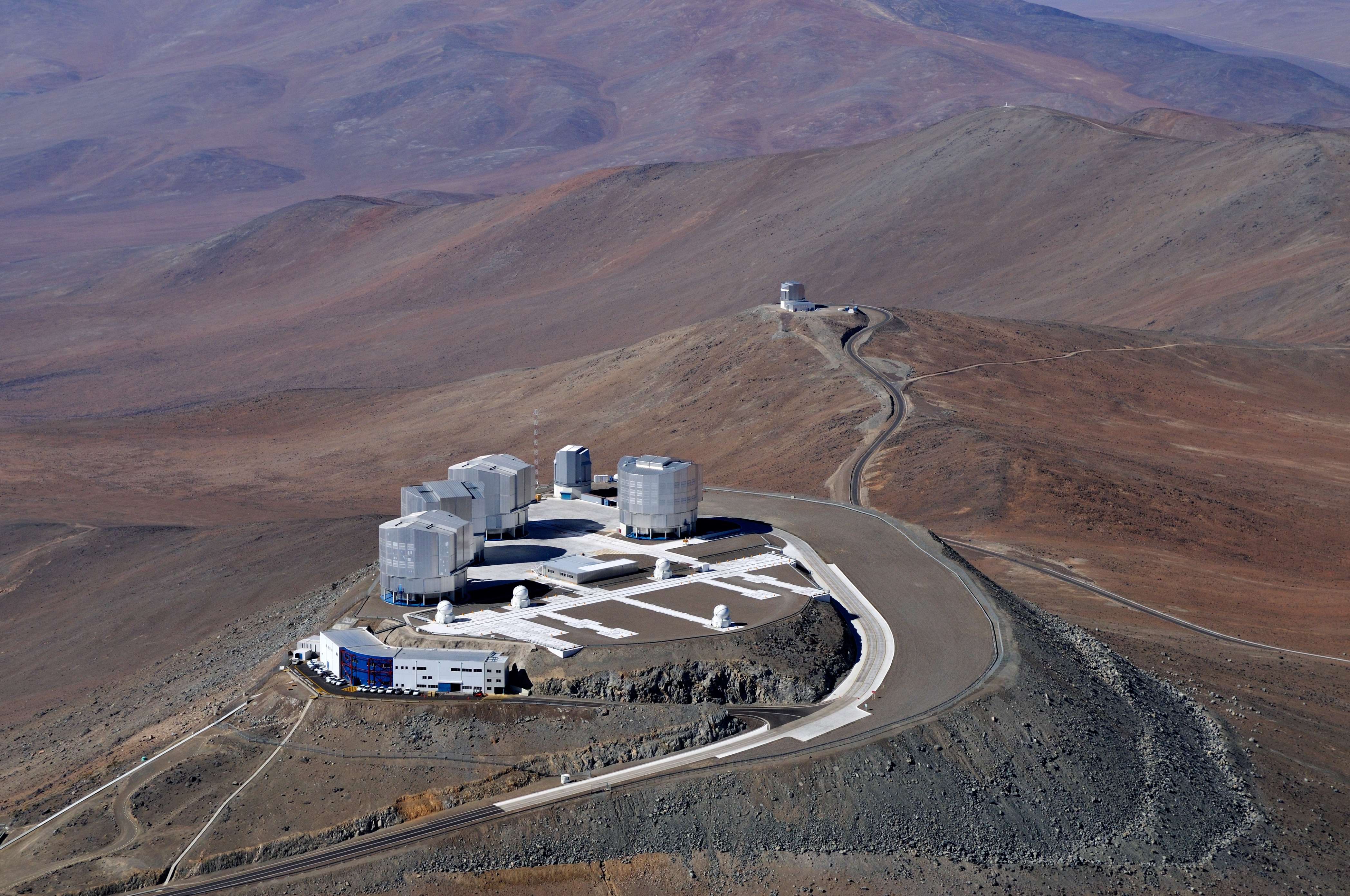
Bốn kính thiên văn Very Large Telescope tại Đài thiên văn Paranal của ESO tại Cerro Paranal, Chile.

Đài thiên văn hay đài quan sát, đài quan sát thiên văn, trạm quan sát thiên văn là một công trình trang bị các loại kính thiên văn cùng các thiết bị cần thiết khác để thực hiện quan sát, theo dõi các thiên thể trên bầu trời, hoặc các hiện tượng trong tự nhiên trên Trái Đất như khí tượng.
Công trình ở đây có thể gồm một hay nhiều tòa nhà với mái vòm chứa kính thiên văn quang học ở bên trong, hay là trạm với nhiều kính thiên văn vô tuyến, hoặc kính thiên văn đặt trên máy bay hoặc là một vệ tinh nhân tạo hoặc tàu không gian với chức năng đặc biệt làm kính thiên văn không gian quan sát ở bước sóng nhất định như kính viễn vọng không gian Hubble, kính thiên văn tia gamma Fermi... Với việc mở rộng phạm vi nghiên cứu, nhiều trạm quan sát không chỉ đối với phổ sóng điện từ mà còn cho cả quan trắc các hạt vi mô như đài quan sát neutrino, đài quan sát tia vũ trụ, đài thăm dò sóng hấp dẫn.
Các đài thiên văn là những công trình trọng yếu trong nghiên cứu thiên văn học, mang lại khả năng làm việc cộng tác giữa các nhà thiên văn, giúp họ tiếp cận được những trang thiết bị và kính thiên văn hiện đại nhằm đáp ứng nhu cầu quan sát ngày càng đòi hỏi chính xác và cấp thiết.
Để thu được chất lượng hình ảnh tốt, các đài quan sát mặt đất thường đặt những nơi có điều kiện thời tiết thuận lợi, quang mây, độ ẩm không khí thấp, tránh ô nhiễm ánh sáng, tiếng ồn... Chính do tác động của khí quyển mà nhiều đài quan sát phải đặt trên quỹ đạo quanh Trái Đất hay trong không gian.
Công trình đài quan sát thiên văn và khí tượng đã có từ lâu cùng với lịch sử của các nền văn minh, từ những đài được xây với hoặc không có thiết bị thô sơ, bố trí dựa trên kinh nghiệm của những nhà thiên văn cổ đại cho đến các công trình xây cao với một số thiết bị tinh xảo cùng kính thiên văn quang học thời Trung cổ.